# فرودگاه ریچارد آرتور
 فرودگاه ریچارد آرتور (به انگلیسی: Richard Arthur Field) یک فرودگاه همگانی بهره‌برداری هوایی است که یک باند فرود آسفالت دارد و طول باند آن ۱۵۲۶ متر است. این فرودگاه در کشور ایالات متحده آمریکا قرار دارد و در ارتفاع ۱۰۹ متری از سطح دریا واقع شده است.